# Oreophrynella nigra
Espèce
Statut de conservation UICN

 VU D2 : Vulnérable
Oreophrynella nigra est une espèce d'amphibiens de la famille des Bufonidae.

## Répartition
Cette espèce est endémique de l'État de Bolívar au Venezuela. Elle se rencontre entre 2 300 et 2 700 m d'altitude sur les tepuys Kukenan et Yuruaní.
Sa présence est incertaine au Guyana.

## Description
Les mâles mesurent de 16,5 à 23,5 mm et les femelles de 20,4 à 30,0 mm.

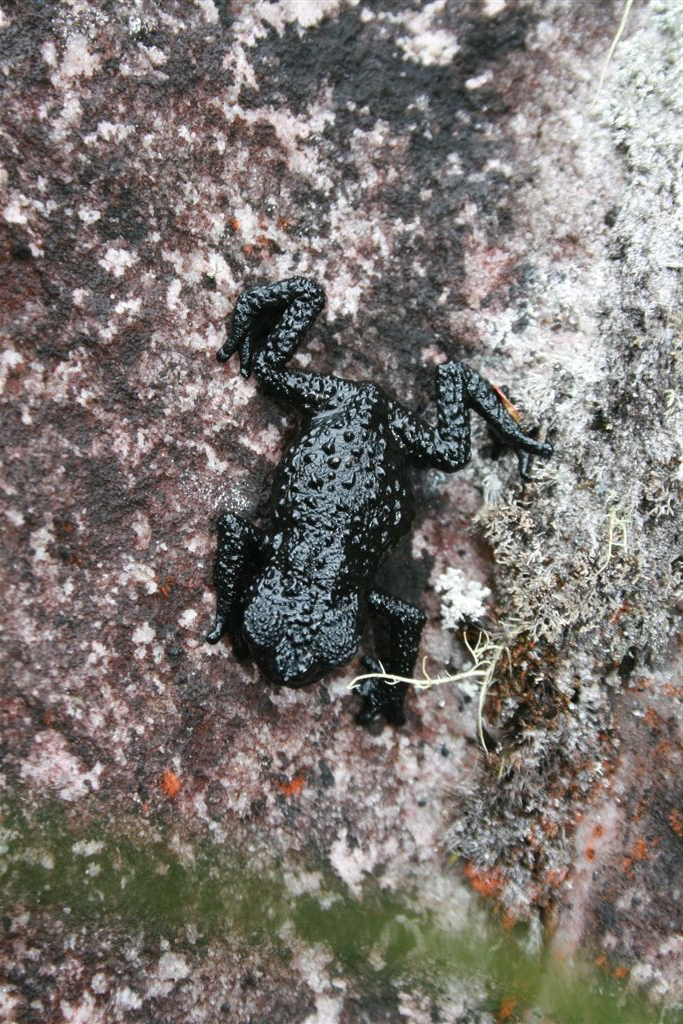
Oreophrynella nigra.

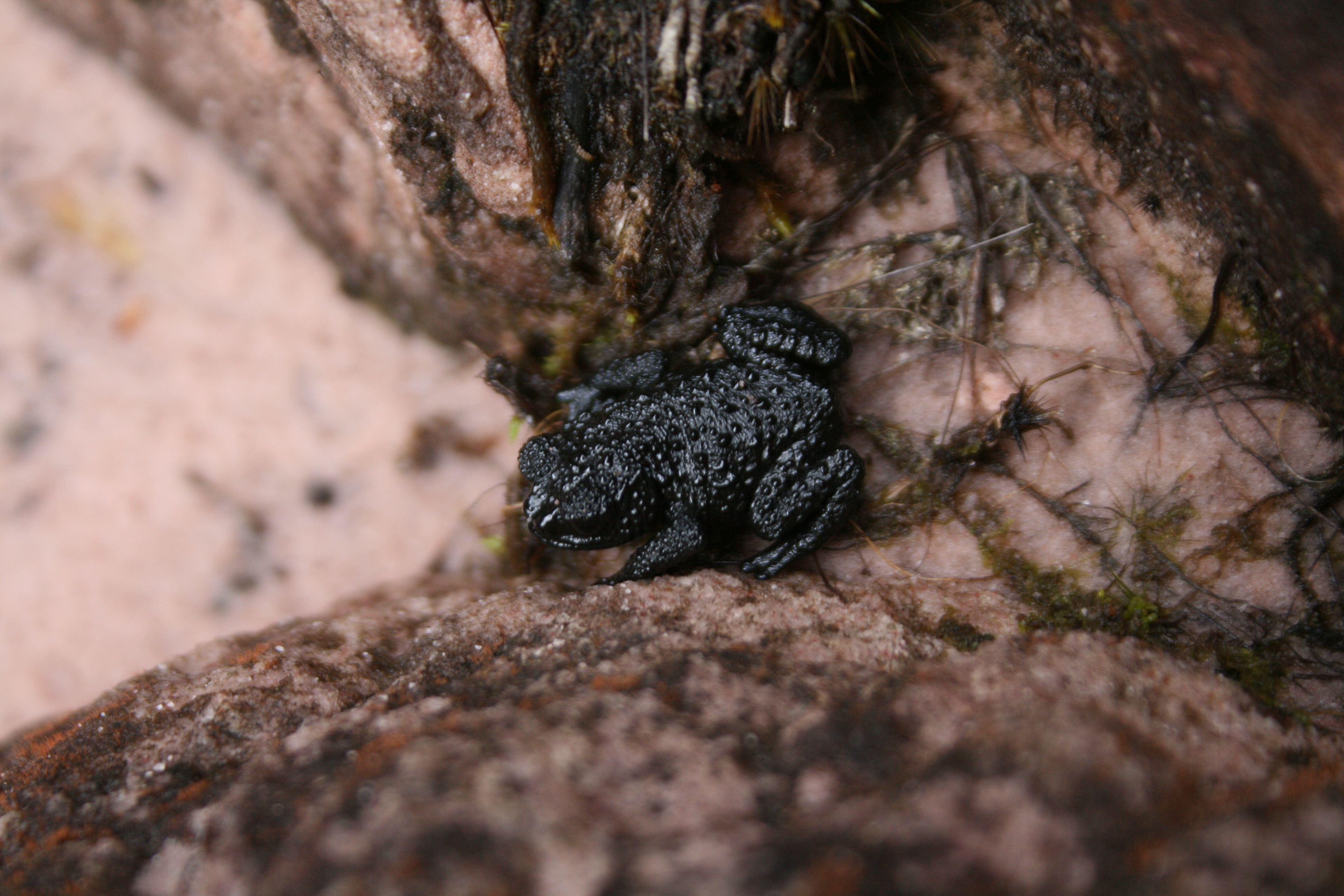
Oreophrynella nigra sur le mont Roraima (Venezuela)

Ce crapaud possède la particularité assez rare dans le règne animal de se mettre en boule dans l'objectif de se laisser rouler dans les pentes, comme une balle rebondissante, afin de se déplacer rapidement, pouvant ainsi par exemple échapper à un prédateur. Cette particularité lui vaut le surnom de crapaud-caillou (pebble toad en anglais).

## Publication originale
- Señaris, Ayarzagüena & Gorzula, 1994 : Los sapos de la familia Bufonidae (Amphibia: Anura) de las tierras altas de la Guayana venezolana: descripción de un nuevo género y tres especies. Publicaciones de la Asociacion Amigos de Doñana, vol. 3, p. 1-37.